# ريه الأنيميشن
ريه الأنيميشن مسلسل أنمي خيال علمي مقتبس من مانغا للمؤلف أكيهيتو يوشيتومي. عرض في 6 أبريل 2006 حتى 29 يونيو 2006 من أنتاج إستوديو أو إل إم.

## القصة
إذا كنتَ تملك المال الكافي، فتستطيع شراء كل شيء. إذاً لماذا تنتظر عضواً تحتاجه حتى يصبح متاحاً؟ (ريه) التي رُبِّيت لبيع أعضائها، فقدت عينيها حين أنقذها الجراح (بلاك جاك). والآن وبعد عشر سنوات، كبرت لتصبح جراحةً بنفسها. وبفضل العيون الصناعية المميزة التي تلقتها كبديل، فقد اكتسبت سمعةً على قدرتها على القيام بعملياتٍ جراحيةٍ مذهلةٍ لا يستطيع أحدٌ غيرها القيام بها. ولكن ودون معرفة الكثيرين، فإن اهتمامها الجراحيّ ليس إلا جزءً من مهمةٍ أكبر: وهي اكتشاف ما حدث للأطفال الآخرين الذين تربت معهم، واكتشاف الرجال الذين سرقوا عينيها وتسليمهم للعدالة.

## الشخصيات
- ريه كاسوغانو (باليابانية: 春日野 零)
- شينوياما توشياكي (باليابانية: 篠山利明)
- أكا ريبون (باليابانية: アカリボン)
- دكتور ساوا (باليابانية: 沢院長)
- دكتور كاسوغانو (باليابانية: 春日野)
- ميساتو (باليابانية: 美里)
- ريي (باليابانية: 利江)
- رومي (باليابانية: 留美)
- مامي (باليابانية: 真美)
- سوميري (باليابانية: すみれ)
- كينجي (باليابانية: 賢治)

## روابط خارجية
- ريه الأنيميشن على موقع ANN manga (الإنجليزية)